# Leichtathletik-Europameisterschaften 1962/20 km Gehen der Männer

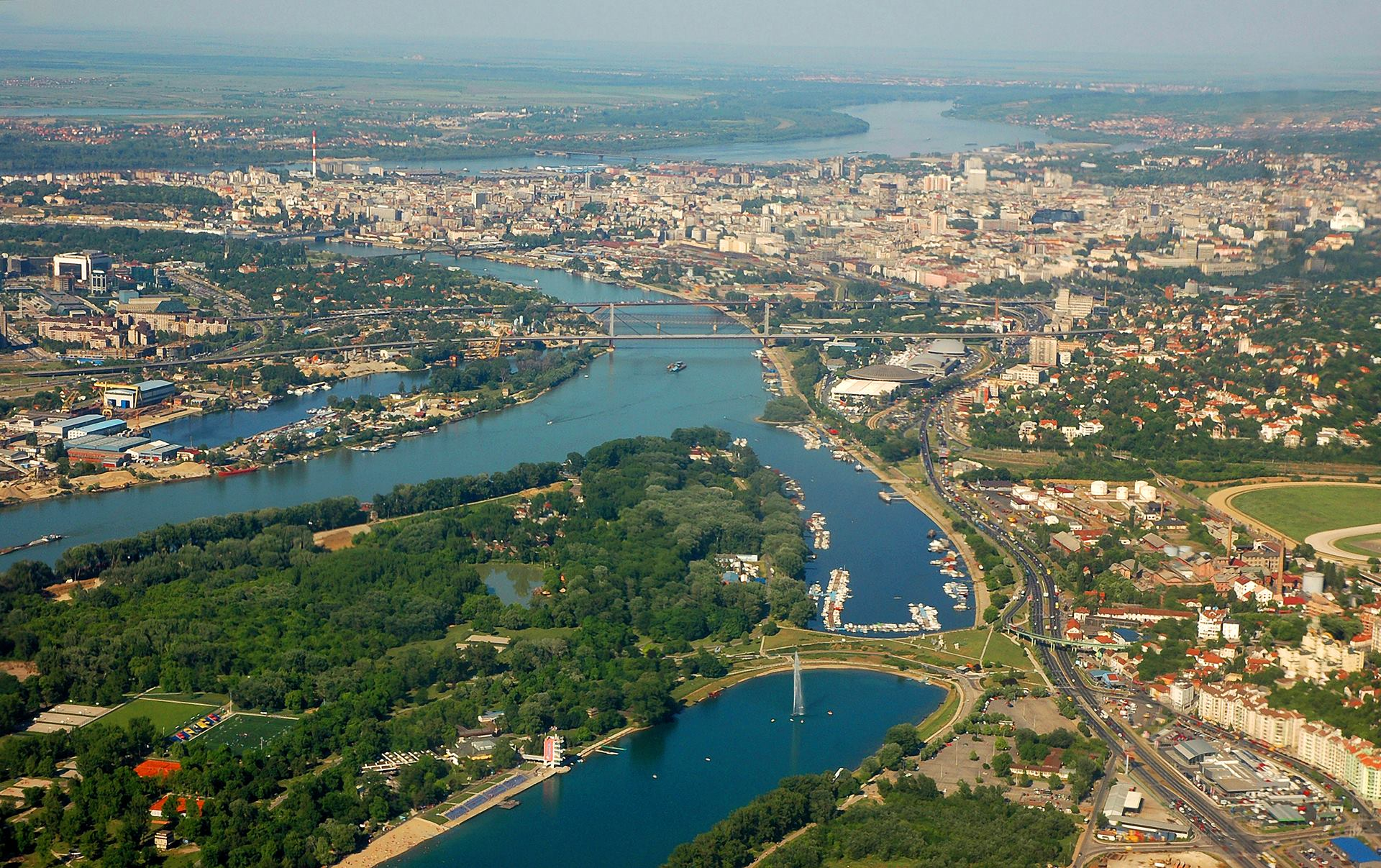
Blick auf Belgrad im Jahr 2008

Das 20-km-Gehen der Männer bei den Leichtathletik-Europameisterschaften 1962 wurde am 12. September 1962 in den Straßen Belgrads ausgetragen.
Europameister wurde der Brite Ken Matthews. Er gewann vor dem deutschen Geher Hans-Georg Reimann. Bronze ging an den Olympiasieger von 1960 Wolodymyr Holubnytschyj aus der Sowjetunion.

## Bestehende Bestleistungen/Rekorde
| Weltbestzeit   | 1:25:58 h   | Anatoli Wedjakow | Moskau, Sowjetunion (heute Russland) | 6. September 1959 |
| Europabestzeit | 1:25:58 h   | Anatoli Wedjakow | Moskau, Sowjetunion (heute Russland) | 6. September 1959 |
| EM-Rekord      | 1:33:09,0 h | Stan Vickers     | EM Stockholm, Schweden               | 19. August 1958   |

Anmerkung:

Rekorde wurden damals im Gehen und Marathonlauf wegen der unterschiedlichen Streckenbeschaffenheiten mit Ausnahme von Meisterschaftsrekorden nicht geführt.
Der bestehende Meisterschaftsrekord wurde bei diesen Europameisterschaften nicht erreicht. Der britische Europameister Ken Matthews blieb mit seiner Zeit von 1:35:54,8 h um 2:45,8 min über diesem Rekord. Zur Welt- und Europabestzeit fehlten ihm 9:56,8 min.

## Durchführung
Der Wettkampf wurde wie auf dieser Strecke üblich ohne vorherige Qualifikation ausgetragen. Alle neunzehn Teilnehmer gingen zum Finale gemeinsam an den Start.

## Finale

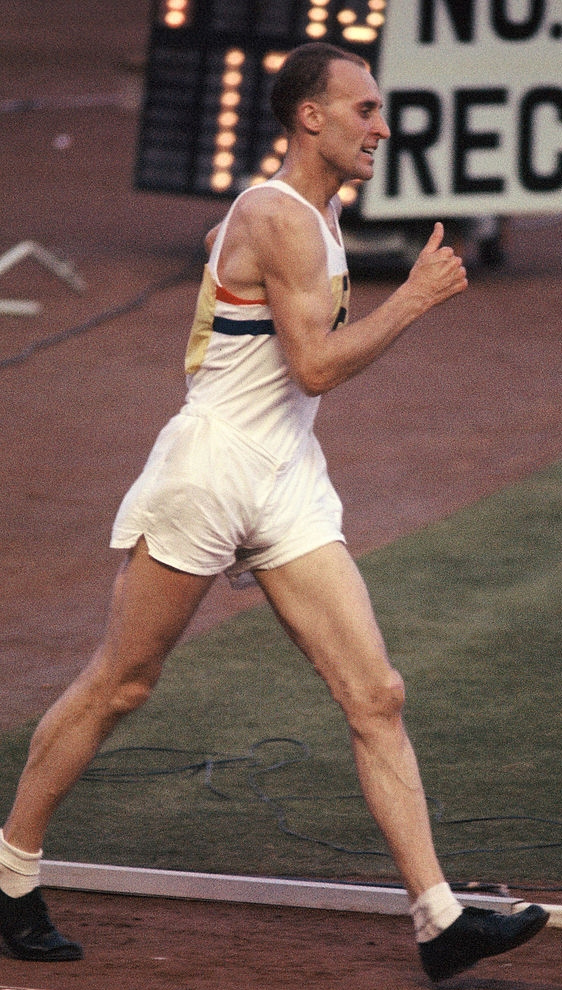
Europameister Ken Matthews – zwei Jahre später auch Olympiasieger

12. September 1962, 16.15 Uhr
| Platz | Name                    | Nation           | Zeit (h)  |
| ----- | ----------------------- | ---------------- | --------- |
| 1     | Ken Matthews            | Großbritannien   | 1:35:54,8 |
| 2     | Hans-Georg Reimann      | Deutschland      | 1:36:14,2 |
| 3     | Wolodymyr Holubnytschyj | Sowjetunion      | 1:36:37,6 |
| 4     | Anatoli Wedjakow        | Sowjetunion      | 1:37:23,6 |
| 5     | Lennart Back            | Schweden         | 1:38:16,2 |
| 6     | Dieter Lindner          | Deutschland      | 1:38:34,2 |
| 7     | Alexandr Bilek          | Tschechoslowakei | 1:38:42,6 |
| 8     | Franciszek Szyszka      | Polen            | 1:40:30,8 |
| 9     | Erik Söderlund          | Schweden         | 1:40,45,4 |
| 10    | Charles Sowa            | Luxemburg        | 1:41:24,2 |
| 11    | Robert Clark            | Großbritannien   | 1:41:30,0 |
| 12    | Henri Delerue           | Frankreich       | 1:41:58,2 |
| 13    | Joël Vanderhaegen       | Belgien          | 1:42:31,8 |
| 14    | Karl-Heinz Pape         | Deutschland      | 1:45:39,8 |
| 15    | Arthur Thomson          | Großbritannien   | 1:50:08,2 |
| 16    | Ozbi Vister             | Jugoslawien      | 1:56:21,6 |
| DNF   | Stavros Hadjilaios      | Griechenland     |           |
| DNF   | Sezer Selek             | Türkei           |           |
| DSQ   | Tommy Kristensen        | Dänemark         |           |

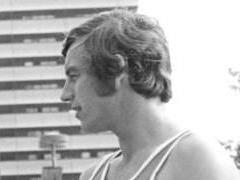
Vizeeuropameister Hans-Georg Reimann im Gespräch mit Sportkollegen bei den Olympischen Spielen 1976
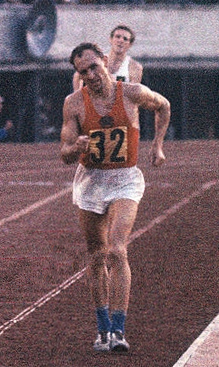
Der Olympiasieger von 1960 Wolodymyr Holubnytschyj gewann die Bronzemedaille
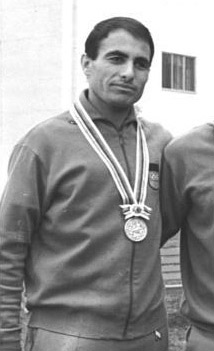
Dieter Lindner (hier bei den Olympischen Spielen 1964) belegte Rang sechs – zwei Jahre später wurde er Olympiazweiter